# Буцов
Буцов (лат. Aspius aspius), је слатководна риба - грабљивица иако  припада роду Aspius из породице Cyprinidae
- Латински назив:

- Локални називи: балин, белун, бајин, болен

- Макс. дужина: до 120 cm.

- Макс. маса: до 12 kg.

- Време мреста: од априла до краја маја.

## Опис и грађа
Буцов има истурену доњу вилицу и на њеном врху има једно испупчење, које када су уста затворена улази у одговарајуће удубљење у горњем делу уста. Иако грабљивац, буцов нема зубе, уста су му дубоко усађена, тако да он прихвата своју ловину зуболиким израштајима на шкргама, и прослеђују је ка храпавом ждрелу. Код већих примерака - тежине до 2 kg - тело је издужено, наоружано врло јаким перјаним системом који се завршава веома моћним репом. Крупнији примерци благо су погрбљени од главе до леђног пераја, са спуштеним трбухом. Леђа су им тамнозелена, а бокови сребрнкастоплавкастог сјаја, док је трбух беле боје. Трбушно и анално и пераје су црвенкасте боје, а уздужна бочна линија има 64 до 76 комада ситнијих крљушти. Снажан је, брз и окретан. 

## Навике, станиште, распрострањеност
Буцов, док је млад, храни се рачићима, ларвама риба, фауном са дна и инсектима који падну у воду. Касније када одрасте, почиње да се храни ситном рибом, што чини буцова јединственим међу ципринидама. Распрострањен је по целој Европи осим северне Шкотске, Ирске, Данске и југозападне Енглеске. У Скандинавији живи само на југу, а реке Финске насељава само на западу. Обитава у свим већим каналским системима, рекама и језерима. Већи део дана проводи у мирној води, а увече и рано ујутро ради исхране долази до прелива природних или вештачких, стубова мостова и ушћа вода. Што су примерци у јату већи, то је јато све мање. Месо буцова није на цени јер је пун костију и бљутавог укуса.

## Размножавање
Буцов полну зрелост достиже: женке у петој или шестој години, а мужјаци у петој години живота и када прерасту величину од преко 30 cm. Полагање икре траје од априла до краја маја или почетка јуна, женка полаже од 58.000 до 480.000 комада икре, која се лепе за песковито дно. Инкубација траје од 14 до 21 дан.
Ловостај буцова због мреста важи у периоду 15.04. – 15.06.

## Други називи
Буцов се још назива белун и болен.